# Vallay Island
Vallay Island är en ö i Storbritannien.   Den ligger i kommunen Yttre Hebriderna och riksdelen Skottland, i den nordvästra delen av landet, 800 km nordväst om huvudstaden London. Arean är 3,3 kvadratkilometer.
Terrängen på Vallay Island är mycket platt. Öns högsta punkt är 30 meter över havet. Den sträcker sig 1,9 kilometer i nord-sydlig riktning, och 3,9 kilometer i öst-västlig riktning.